# Krasnapolle
Krasnapolle (en biélorusse : Краснапольле ; en lacinka : Krasnapolle) ou Krasnopolie (en russe : Краснополье) est une commune urbaine de la voblast de Mahiliow ou oblast de Moguilev, en Biélorussie, et le centre administratif du raïon de Krasnapolle. Sa population s'élevait à 5 749 habitants en 2017.

## Géographie
Krasnapolle se trouve à 37 km au sud-ouest de Moguilev et à 159 km à l'est de Minsk.

## Population
Recensements (*) ou estimations de la population :
| 1863  | 1897* | 1923* | 1926* | 1939* | 1959* |
| ----- | ----- | ----- | ----- | ----- | ----- |
| 2 163 | 3 248 | 2 640 | 2 551 | 3 572 | 5 205 |

| 1970* | 1979* | 1989* | 1999* | 2009* | 2011  |
| ----- | ----- | ----- | ----- | ----- | ----- |
| 4 027 | 5 748 | 6 864 | 6 600 | 6 123 | 6 008 |

| 2012  | 2013  | 2014  | 2015  | 2016  | 2017  |
| ----- | ----- | ----- | ----- | ----- | ----- |
| 5 941 | 5 877 | 5 921 | 5 936 | 5 844 | 5 749 |